# Trevila
Trevila (en francès Tréville) és un municipi del departament de l'Aude a la regió francesa d'Occitània.